# Олів'є Мютіс
Олів'є Мютіс (фр. Olivier Mutis; нар. 2 лютого 1978) — колишній французький тенісист.
Найвищу одиночну позицію світового рейтингу — 71 місце досяг 28 липня 2003, парну — 632 місце — 1 листопада 2004 року.
Найвищим досягненням на турнірах Великого шолома було 4 коло в одиночному розряді.
Завершив кар'єру 2006 року.

## Юніорські фінали турнірів Великого шолома

### Одиночний розряд: 1 (1 перемога)
| Результат | Рік  | Турнір               | Покриття | Суперник      | Рахунок  |
| --------- | ---- | -------------------- | -------- | ------------- | -------- |
| Перемога  | 1995 | Вімблдонський турнір | Трава    | Ніколас Кіфер | 6–2, 6–2 |

### Парний розряд: 1 (1 перемога)
| Результат | Рік  | Турнір                               | Покриття | Партнер          | Суперники                       | Рахунок  |
| --------- | ---- | ------------------------------------ | -------- | ---------------- | ------------------------------- | -------- |
| Перемога  | 1996 | Відкритий чемпіонат Франції з тенісу | Ґрунт    | Себастьян Грожан | Ян-Ральф Брандт Даніель Ельснер | 6–2, 6–3 |

## Фінали ATP Челленджер і ITF Ф'ючерс

### Одиночний розряд: 16 (12–4)
| Легенда              |
| -------------------- |
| ATP Челленджер (7–3) |
| ITF Ф'ючерс (5–1)    |

| Фінали за покриттям |
| ------------------- |
| Тверде (2–0)        |
| Ґрунт (10–2)        |
| Трава (0–0)         |
| Килим (0–2)         |

| Результат | В-П  | Дата     | Турнір                                | Рівень     | Покриття | Суперник           | Рахунок                 |
| --------- | ---- | -------- | ------------------------------------- | ---------- | -------- | ------------------ | ----------------------- |
| Перемога  | 1–0  | Лип 1997 | Монтобан, Франція                     | Челленджер | Ґрунт    | Горст Скофф        | 6–3, 7–6                |
| Поразка   | 1–1  | Кві 2000 | Франція F9, Клермон-Ферран            | Ф'ючерс    | Килим    | Даніель Ельснер    | 3–6, 4–6                |
| Перемога  | 2–1  | Кві 2000 | Велика Британія F3, Единбург          | Ф'ючерс    | Ґрунт    | Ян Вайнцірль       | 6–4, 6–3                |
| Перемога  | 3–1  | Тра 2000 | Велика Британія F4, Hatfield          | Ф'ючерс    | Ґрунт    | Олів'є Пасьянс     | 6–1, 6–4                |
| Перемога  | 4–1  | Тра 2000 | Велика Британія F5, Ньюкасл-апон-Тайн | Ф'ючерс    | Ґрунт    | Васіліс Мазаракіс  | 7–5, 6–2                |
| Поразка   | 4–2  | Лип 2000 | Тампере, Фінляндія                    | Челленджер | Ґрунт    | Йохан ван Херк     | 3–6, 2–6                |
| Поразка   | 4–3  | Жов 2000 | Еккенталь, Німеччина                  | Челленджер | Килим    | Єнс Кніппшильд     | 7–6(7–5), 6–7(4–7), 5–7 |
| Перемога  | 5–3  | Тра 2002 | Німеччина F2, Есслінген               | Ф'ючерс    | Ґрунт    | Іван Вайда         | 6–1, 6–3                |
| Перемога  | 6–3  | Тра 2002 | Велика Британія F4, Hatfield          | Ф'ючерс    | Ґрунт    | Жан-Крістоф Форель | 6–4, 6–2                |
| Поразка   | 6–4  | Чер 2002 | Айзенах, Німеччина                    | Челленджер | Ґрунт    | Томаш Зіб          | 6–7(5–7), 2–6           |
| Перемога  | 7–4  | Сер 2002 | Сеговія, Іспанія                      | Челленджер | Тверде   | Фернандо Вердаско  | 6–4, 6–2                |
| Перемога  | 8–4  | Сер 2002 | Ґрац, Австрія                         | Челленджер | Тверде   | Філіппо Воландрі   | 6–3, 6–2                |
| Перемога  | 9–4  | Вер 2002 | Ашаффенбург, Німеччина                | Челленджер | Ґрунт    | Потіто Стараче     | 6–4, 6–0                |
| Перемога  | 10–4 | Жов 2002 | Севілья, Іспанія                      | Челленджер | Ґрунт    | Альберт Портас     | 6–3, 7–5                |
| Перемога  | 11–4 | Бер 2004 | Сен-Бріє, Франція                     | Челленджер | Ґрунт    | Крістоф Рохус      | 6–1, 4–6, 6–2           |
| Перемога  | 12–4 | Чер 2004 | Реджо-нель-Емілія, Італія             | Челленджер | Ґрунт    | Філіпп Кольшрайбер | 6–2, 0–6, 6–3           |

### Парний розряд: 1 (0–1)
| Легенда              |
| -------------------- |
| ATP Челленджер (0–0) |
| ITF Ф'ючерс (0–1)    |

| Фінали за покриттям |
| ------------------- |
| Тверде (0–0)        |
| Ґрунт (0–1)         |
| Трава (0–0)         |
| Килим (0–0)         |

| Результат | В-П | Дата     | Турнір                       | Рівень  | Покриття | Партнер            | Суперники                    | Рахунок  |
| --------- | --- | -------- | ---------------------------- | ------- | -------- | ------------------ | ---------------------------- | -------- |
| Поразка   | 0–1 | Тра 1999 | Велика Британія F5, Hatfield | Ф'ючерс | Ґрунт    | Себастьян де Шонак | Саймон Діксон Денні Сепсфорд | 5–7, 0–6 |

## Часовий графік результатів
| W | Ф | ПФ | ЧФ | #Р | КТ | К# | DNQ | A | NH |

### Одиночний розряд
| Турніри Великого шлему                 |     |     |     |     |     |     |     |     |     |     |     |       |     |     |
| Відкритий чемпіонат Австралії з тенісу |     |     |     |     |     |     |     |     |     | 1р  | 1р  | 0 / 2 | 0–2 | 0%  |
| Відкритий чемпіонат Франції з тенісу   | 1р  |     | К3р | 1р  | К3р |     | К1р | К2р | 2р  | 4р  | К1р | 0 / 4 | 4–4 | 50% |
| Вімблдонський турнір                   |     |     |     |     |     | К1р | К1р |     | 2р  | К2р |     | 0 / 1 | 1–1 | 50% |
| Відкритий чемпіонат США з тенісу       |     |     | К1р |     | К2р |     |     |     | 1р  | 1р  |     | 0 / 2 | 0–2 | 0%  |
| В-П                                    | 0–1 | 0–0 | 0–0 | 0–1 | 0–0 | 0–0 | 0–0 | 0–0 | 2–3 | 3–3 | 0–1 | 0 / 9 | 5–9 | 36% |
| Тур ATP Мастерс 1000                   |     |     |     |     |     |     |     |     |     |     |     |       |     |     |
| Монте-Карло                            |     |     |     |     |     |     |     |     |     |     | К1р | 0 / 0 | 0–0 | –   |
| Гамбург                                |     |     |     |     |     |     |     |     | 1р  |     |     | 0 / 1 | 0–1 | 0%  |
| Рим                                    |     |     |     |     |     |     |     |     |     | К2р |     | 0 / 0 | 0–0 | –   |
| Париж                                  |     | К1р | К1р |     |     |     |     |     |     | К1р |     | 0 / 0 | 0–0 | –   |
| В-П                                    | 0–0 | 0–0 | 0–0 | 0–0 | 0–0 | 0–0 | 0–0 | 0–0 | 0–1 | 0–0 | 0–0 | 0 / 1 | 0–1 | 0%  |